# Campeonato Mundial de Natação em Piscina Curta de 2018 - 200 m livre masculino
A prova dos 200 metros nado livre masculino do Campeonato Mundial de Natação em Piscina Curta de 2018 foi disputado no dia 12 de dezembro de 2018, no Hangzhou Sports Park Stadium, em Hangzhou, na China. 

## Recordes
Antes desta competição, os recordes mundiais e do campeonato nesta prova eram os seguintes:
|                       | Nome            | Nacionalidade | Tempo   | Local   | Data                   |
| --------------------- | --------------- | ------------- | ------- | ------- | ---------------------- |
| Recorde mundial       | Paul Biedermann | Alemanha      | 1:39.37 | Berlim  | 15 de novembro de 2009 |
| Recorde do campeonato | Park Tae-hwan   | Coreia do Sul | 1:41.03 | Windsor | 7 de dezembro de 2018  |

## Medalhistas
| Ouro                      | Prata                 | Bronze                  |
| Ranomi Kromowidjojo (USA) | Femke Heemskerk (LTU) | Mallory Comerford (AUS) |

## Resultados

### Eliminatórias
As eliminatórias ocorreram dia 12 de dezembro com um total de 64 nadadores. 
| Colocação | Bateria | Raia | Nadador              | Nacionalidade            | Tempo   | Notas |
| --------- | ------- | ---- | -------------------- | ------------------------ | ------- | ----- |
| 1         | 5       | 6    | Alexander Graham     | Austrália                | 1:41.83 | Q     |
| 2         | 5       | 5    | Luiz Altamir Melo    | Brasil                   | 1:42.13 | Q     |
| 3         | 7       | 4    | Danas Rapšys         | Lituânia                 | 1:42.39 | Q     |
| 4         | 6       | 3    | Breno Correia        | Brasil                   | 1:42.64 | Q     |
| 5         | 7       | 5    | Ji Xinjie            | China                    | 1:42.70 | Q     |
| 6         | 7       | 3    | Martin Malyutin      | Rússia                   | 1:42.76 | Q     |
| 7         | 6       | 5    | Mikhail Vekovishchev | Rússia                   | 1:42.77 | Q     |
| 8         | 6       | 4    | Blake Pieroni        | Estados Unidos           | 1:42.90 | Q     |
| 9         | 6       | 6    | Filippo Megli        | Itália                   | 1:43.16 |       |
| 10        | 5       | 4    | Chad le Clos         | África do Sul            | 1:43.19 |       |
| 11        | 5       | 3    | Velimir Stjepanović  | Sérvia                   | 1:43.40 |       |
| 12        | 5       | 2    | Dylan Carter         | Trinidad e Tobago        | 1:43.74 |       |
| 13        | 6       | 0    | Miguel Nascimento    | Portugal                 | 1:43.76 |       |
| 14        | 6       | 7    | Jack Gerrard         | Austrália                | 1:44.60 |       |
| 15        | 4       | 5    | Jan Świtkowski       | Polónia                  | 1:44.62 |       |
| 16        | 6       | 2    | Markus Lie           | Noruega                  | 1:44.88 |       |
| 17        | 7       | 2    | Matteo Ciampi        | Itália                   | 1:44.89 |       |
| 18        | 5       | 1    | Erge Gezmis          | Turquia                  | 1:45.20 |       |
| 19        | 4       | 7    | Cristian Quintero    | Venezuela                | 1:45.24 |       |
| 19        | 7       | 7    | Gustaf Dahlman       | Suécia                   | 1:45.24 |       |
| 21        | 4       | 0    | Mark Szanarek        | Reino Unido              | 1:45.39 |       |
| 22        | 7       | 8    | Nils Liess           | Suíça                    | 1:45.47 |       |
| 23        | 7       | 6    | Kregor Zirk          | Estónia                  | 1:45.51 |       |
| 24        | 7       | 1    | Marc Sánchez         | Espanha                  | 1:45.39 |       |
| 25        | 7       | 0    | Daniel Hunter        | Nova Zelândia            | 1:45.83 |       |
| 26        | 4       | 3    | Marwan Elkamash      | Egito                    | 1:46.21 |       |
| 27        | 5       | 8    | Alexander Trampitsch | Áustria                  | 1:46.25 |       |
| 28        | 5       | 7    | Shang Keyuan         | China                    | 1:46.36 |       |
| 29        | 4       | 8    | Marcelo Acosta       | El Salvador              | 1:47.00 |       |
| 30        | 6       | 8    | Fuyu Yoshida         | Japão                    | 1:47.07 |       |
| 31        | 6       | 9    | Raphaël Stacchiotti  | Luxemburgo               | 1:47.38 |       |
| 32        | 4       | 9    | Alex Sobers          | Barbados                 | 1:47.55 |       |
| 33        | 4       | 6    | Sajan Prakash        | Índia                    | 1:47.66 |       |
| 34        | 6       | 1    | Daniel Dudas         | Hungria                  | 1:47.84 |       |
| 35        | 5       | 9    | Andrew Digby         | Tailândia                | 1:48.05 |       |
| 36        | 4       | 4    | Ben Hockin           | Paraguai                 | 1:48.11 |       |
| 37        | 3       | 4    | Yordan Yanchev       | Bulgária                 | 1:48.28 |       |
| 38        | 5       | 0    | An Ting-Yao          | Taipé Chinesa            | 1:48.53 |       |
| 39        | 7       | 9    | Igor Mogne           | Moçambique               | 1:48.67 |       |
| 40        | 4       | 1    | Cheuk Ming Ho        | Hong Kong                | 1:48.82 |       |
| 41        | 4       | 2    | Mathieu Marquet      | Ilhas Maurícias          | 1:50.19 |       |
| 42        | 3       | 0    | Mohammed Bedour      | Jordânia                 | 1:50.29 |       |
| 43        | 3       | 6    | Irakli Revishvili    | Geórgia                  | 1:50.52 |       |
| 44        | 2       | 4    | Yeziel Miranda       | Porto Rico               | 1:50.73 |       |
| 45        | 3       | 2    | Noah Mascoll-Gomes   | Antilhas Holandesas      | 1:51.60 |       |
| 46        | 3       | 1    | Pedro Chiancone      | Uruguai                  | 1:52.07 |       |
| 47        | 3       | 5    | Lin Sizhuang         | Macau                    | 1:53.32 |       |
| 48        | 2       | 9    | Cristian Santi       | San Marino               | 1:53.77 |       |
| 49        | 3       | 3    | Matt Galea           | Malta                    | 1:53.91 |       |
| 50        | 2       | 0    | Dean Hoffman         | Seicheles                | 1:54.15 |       |
| 51        | 3       | 7    | Andrej Stojanoski    | Macedônia do Norte       | 1:54.93 |       |
| 52        | 3       | 8    | Amadou Ndiaye        | Senegal                  | 1:55.25 |       |
| 53        | 3       | 9    | Azman Mohamed        | Singapura                | 1:55.73 |       |
| 54        | 2       | 5    | Kohen Kerr           | Bahamas                  | 1:56.62 |       |
| 55        | 2       | 2    | Noel Keane           | Palau                    | 1:56.72 |       |
| 56        | 2       | 3    | Firas Saidi          | Catar                    | 1:57.14 |       |
| 57        | 2       | 6    | Spiro Goga           | Albânia                  | 1:57.86 |       |
| 58        | 1       | 4    | Dren Ukimeraj        | Kosovo                   | 1:58.44 |       |
| 59        | 1       | 6    | Cruz Halbich         | São Vicente e Granadinas | 2:00.09 |       |
| 60        | 1       | 3    | Daniel Scott         | Guiana                   | 2:00.84 |       |
| 61        | 2       | 7    | Fadhil Saleh         | Uganda                   | 2:03.49 |       |
| 62        | 2       | 8    | Aamir Motiwala       | Paquistão                | 2:04.69 |       |
| 63        | 2       | 1    | Lennosuke Suzuki     | Marianas Setentrionais   | 2:06.54 |       |
| 64        | 1       | 5    | Mubal Ibrahim        | Maldivas                 | 2:09.57 |       |

### Final
A final foi realizada em 12 de dezembro. 
| Colocação         | Raia | Nadador              | Nacionalidade  | Tempo   | Notas |
| ----------------- | ---- | -------------------- | -------------- | ------- | ----- |
| Medalha de ouro   | 8    | Blake Pieroni        | Estados Unidos | 1:41.49 |       |
| Medalha de prata  | 3    | Danas Rapšys         | Lituânia       | 1:41.78 |       |
| Medalha de bronze | 4    | Alexander Graham     | Austrália      | 1:42.28 |       |
| 4                 | 2    | Ji Xinjie            | China          | 1:42.31 |       |
| 5                 | 6    | Breno Correia        | Brasil         | 1:42.36 |       |
| 6                 | 7    | Martin Malyutin      | Rússia         | 1:42.46 |       |
| 7                 | 1    | Mikhail Vekovishchev | Rússia         | 1:42.67 |       |
| 8                 | 5    | Luiz Altamir Melo    | Brasil         | 1:42.72 |       |

Legenda
| Recorde mundial       | Recorde mundial (World record)               |                       | Recorde africano                      | Recorde africano (African) |                                           | Q | Classificado por posição (Qualified) |
| Recorde do campeonato | Recorde do campeonato (Championship record)  | Recorde da América    | Recorde da América (Americas)         | q                          | Classificado por melhor tempo (Qualified) |   |                                      |
| Melhor marca do ano   | Melhor marca do ano (World leading)          | Recorde asiático      | Recorde asiático (Asian)              | DNS                        | Não largou (Did not start)                |   |                                      |
| Recorde nacional      | Recorde nacional (National record)           | Recorde europeu       | Recorde europeu (European)            | DNF                        | Não terminou (Did not finish)             |   |                                      |
| Recorde pessoal       | Recorde pessoal do atleta (Personal best)    | Recorde da Oceania    | Recorde da Oceania (Oceania)          | DSQ / DQ                   | Desclassificado (Disqualified)            |   |                                      |
| Recorde da temporada  | Recorde da temporada do atleta (Season best) | Recorde sul-americano | Recorde sul-americano (South America) | NM                         | Sem marca (No mark)                       |   |                                      |